# Carney Landis
Carney Landis est un psychologue américain né le 11 janvier 1897 et mort le 5 mars 1962. Spécialisé en psychopathologie, il a notamment mené des recherches sur la sexualité de femmes qui se sont déclarées physiquement diminuées et des recherches controversées sur les expressions faciales.

## Biographie
Carney Landis naît le 11 janvier 1897 à West Alexandria en Ohio, aux États-Unis.
En 1924, il mène une série d'expériences sur les réactions faciales d'humains, souhaitant évoquer la peur, le dégoût et la douleur, entre autres. Pour le dégoût, il a demandé à chaque sujet de plonger leurs mains dans un seau rempli de grenouilles. Par la suite, il lui a demandé de couper la tête d'un rat vivant (sans expérience préalable).
En 1930, il accepte un poste à Psychiatric Institute and Hospital (PIH) de l'État de New York
Vers la fin des années 1930, Landis publie un article sur la sexualité de femme qui se déclarent physiquement diminuées.
En 1962, il est psychologue chercheur en chef du PIH.
Landis meurt le 5 mars 1962.

## Ouvrages
- (en) Sex in Development; a Study of the Growth and Development of the Emotional and Sexual Aspects of Personality Together with Physiological, Anatomical, and Medical Information on a Group of 153 Normal Women and 142 Female Psychiatric Patients, P. B. Hoeber Inc.
- (en) Personality and Sexuality of the Physically Handicapped Woman, P. B. Hoeber Inc.,
- (en) Textbook of abnormal psychology
- (en) The startle pattern
- (en) Modern society and mental disease
- (en) Varieties of psychopathological experience
- (avec Calvin P. Stone et Chester W. Darrow) (en) Studies In The Dynamics Of Behavior